# Diplogaster gracilis
Diplogaster gracilis is een rondwormensoort uit de familie van de Diplogasteridae. De wetenschappelijke naam van de soort is voor het eerst geldig gepubliceerd in 1876 door Butschli.